# يوجينيو دي سالازار
يوجينيو دي سالازار (بالإسبانية: Eugenio de Salazar)‏ (و. 1530 – 1602 م) هو كاتب إسباني، ولد في مدريد، توفي في بلد الوليـد، عن عمر يناهز 72 عاماً.

## التعليم
تعلم في جامعة كومبلوتنسي ‏
.